# Mehmed Abdulaziz
Succession
Prétendant au trône de Turquie
19 mai 1973 – 19 janvier 1977
(3 ans et 8 mois)
Şehzade Mehmed Abdulaziz (né le 26 septembre 1901 à Constantinople et mort le 19 janvier 1977 à Nice) est le chef de la famille impériale de Turquie qui a régné sur l'Empire ottoman de 1281 à 1922. S’il avait régné, il aurait été le sultan Abdulaziz II.

## Biographie
Le prince Mehmed Abdulaziz est né au palais Ortaköy à Constantinople et est le petit-fils du sultan Abdülaziz par sa sixième épouse.
Il est mort à Nice et y est enterré.

### Vie privée
Il est marié au Caire le 21 février 1929 à Berkemal Yegen Hanım, descendante de Menliki Ahmad Pacha et Emine Zübeyde (sœur de Méhémet Ali Pacha, Wali d’Égypte) et a une fille, Hürrem Abdulaziz.